# Terlesten

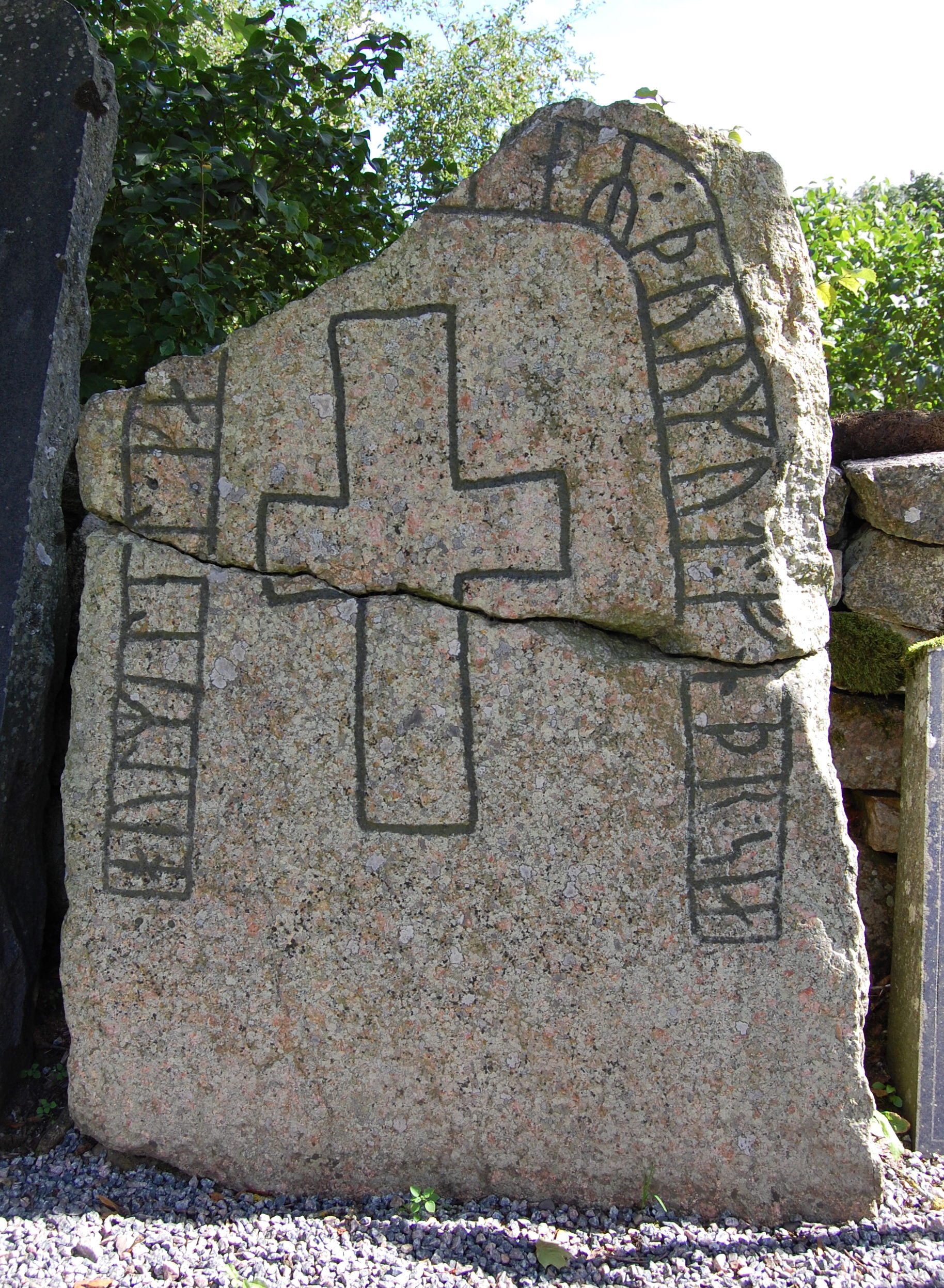
Terlestenen, Smålands runinskrifter 73

Der Terlesten ist ein Runenstein in Skepperstad in der schwedischen Gemeinde Sävsjö in Småland.
Der beschädigte Stein steht seit 1917 östlich der Kirche von Skepperstad an der Friedhofsmauer. Sein ursprünglicher Aufstellungsort befand sich im Sumpf bei der Terle Hütte am Übergang über den Bach zwischen den Seen Linnesjö und Skärsjön.
Seine Inschrift in geraden Runenbändern zeigt das er im älteren Runensteinstil dem RAK-Stil, der ohne Bildanteile auskommt und bei dem die Schriftbänder mit glatten Enden verfasst ist. Die Inschrift bedeutet ins Deutsche übertragen: Holme baute diese Brücke in Gedenken an seinen Vater Torgöt.